# 呂熊
吕熊（約1642年—約1723年），字文兆，号逸田。江苏吴县人。
生卒年不詳。其父呂天裕，不事清朝，命呂熊學医，勿參与科舉。呂熊身长七尺，戟髯，目光炯炯有神。性情孤冷，举止怪僻，好游历，足迹半天下。康熙二十二年（1683年），为直隶巡抚于成龙幕客，被同事猜忌，遂拂衣去。康熙四十年（1701年）前去江西投靠劉廷璣。康熙四十一年，客於江西學使署。康熙四十七年（1709年），陳奕禧任江西南安知府，在淮南遇呂熊，即延请呂熊去南安修郡志。康熙六十一年（1722年），还歸故里，八十餘歲卒。著有小說《女仙外史》。另著有《前后诗集》、《本草析治》、《詩經六藝辨》等，皆不传。